# Sankt Martin am Wöllmißberg
Sankt Martin am Wöllmißberg là một đô thị thuộc huyện Voitsberg thuộc bang Steiermark, nước Áo. Đô thị Sankt Martin am Wöllmißberg có diện tích 25,6 km², dân số thời điểm cuối năm 2005 là 873 người.